# Admiral Grigorovitsj (schip, 2016)

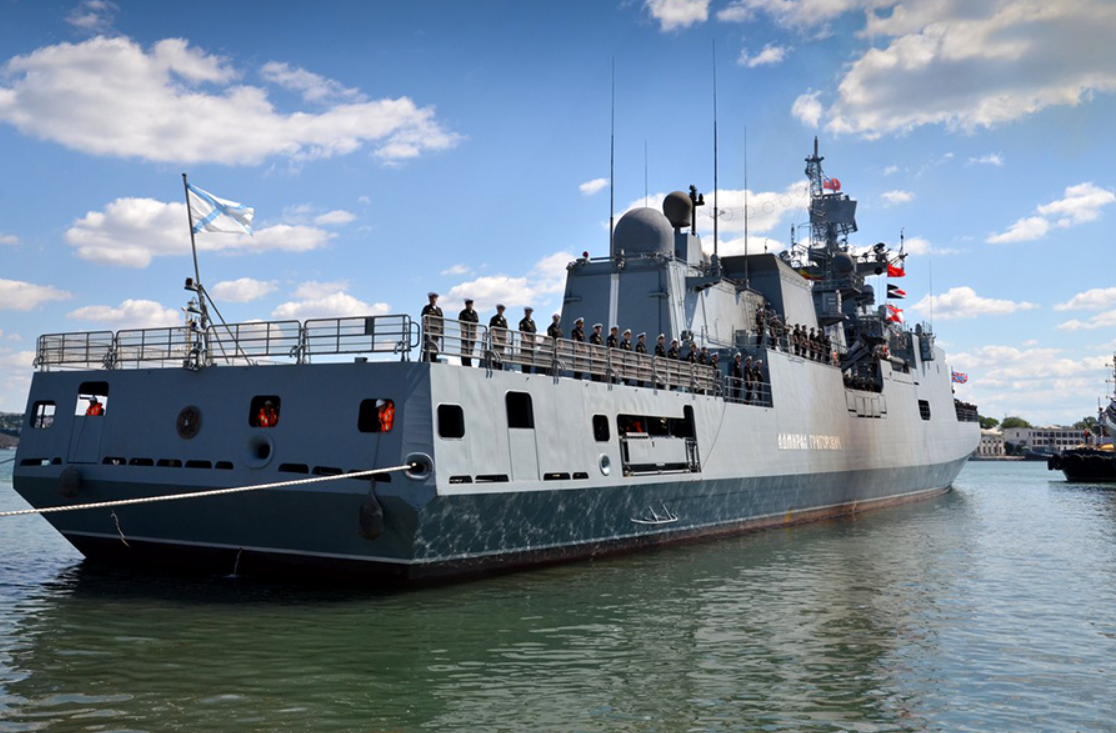
Admiral Grigorovitsj komt aan te Sebastopol op 10 juni 2016

Admiral Grigorovitsj (Russisch: Адмирал Григорович) is het eerste fregat van zes geplande en drie gebouwde van de gelijknamige klasse van de Russische marine.

## Bouw
Severnoye Design Bureau te Sint-Petersburg ontwierp Admiral Grigorovitsj onder project 11356P als goedkopere aanvulling op de zwaardere Admiral Gorsjkov-klasse.
De Yantar scheepswerf te Kaliningrad legde de kiel op 18 december 2010 en liet het fregat op 14 maart 2014 te water. Het fregat ging op 11 maart 2016 met pennantnummer 494 in dienst bij de Zwarte Zeevloot met thuisbasis Sebastopol op de Krim.

## Gegevens
Het schip is genoemd naar de Russische admiraal Ivan Grigorovitsj.
Admiral Grigorovitsj is 125 m lang, 15,2 m breed en heeft 4,2 m diepgang voor 3620 registerton waterverplaatsing.
Twee gasturbines van 6,3 MW voor kruissnelheid en twee van 16 MW voor versnelling drijven twee scheepsschroeven aan tot 56 km/h en 8980 km bereik. De bemanning telt 200 koppen, waaronder 18 officieren en 20 mariniers.

## Wapens
De wapens zijn  3M-54 Kalibr kruisvluchtwapens, P-800 Oniks of 3M22 Zirkon antischeepsraketten, een 100-mm kanon, 24 Boek luchtdoelraketten, twee AK-630 en acht Igla-S of Verba luchtafweersystemen, 2 x 2 533 mm-torpedobuizen, een RBU-6000 raketlanceerinrichting en een Ka-27 helikopter.

## Syrië
In november 2016 voer Admiral Grigorovitsj naar de Middellandse Zee en in de Syrische burgeroorlog lanceerde het 3M-54 Kalibr kruisvluchtwapens tegen Idlib en Homs.

## Middellandse Zee
Op 25 augustus 2018 oefende de Admiral Grigorovitsj met zusterschip Admiral Essen in de Middellandse Zee.

## Droogdok
Tussen januari en maart 2019 lag het fregat in een droogdok te Sebastopol voor gepland onderhoud.

## Indische Oceaan
Van mei tot 26 juni 2020 oefende Admiral Grigorovitsj in de Indische Oceaan.
Op 26 juni 2020 keerde het fregat terug naar Sebastopol.
Op 11 februari 2021 kwam het fregat aan te Karachi voor oefeningen van 15 tot 16 februari.
Op 28 februari liep de Admiral Grigorovitsj Port Sudan binnen.

## Middellandse Zee
In maart volgde Admiral Grigorovitsj de vloot van 
USS Dwight D. Eisenhower (CVN-69) ten zuidwesten van Kreta.
Begin 2022 ondersteunde het fregat de Russische invasie van Oekraïne in 2022 vanuit de Middellandse Zee.